# Josef Lupač
Josef Lupač (14. srpna 1907 – ???) byl český a československý politik Komunistické strany Československa, poúnorový poslanec Národního shromáždění ČSR.

## Biografie
Ve volbách roku 1948 byl zvolen do Národního shromáždění za KSČ ve volebním kraji Ostrava. V parlamentu zasedal až do konce funkčního období, tedy do voleb v roce 1954.